# Argoed
Argoed es una localidad situada en el condado de Caerphilly, en Gales (Reino Unido), con una población estimada a mediados de 2016 de 884 habitantes.
Se encuentra ubicada al sur de Gales, a poca distancia al norte de Cardiff y del canal de Bristol.